# Атиш (річка)
Атиш (башк. Атыш) — права притока річки Лемези. Довжина річки становить приблизно 12 км. Бере початок на поверхні та тече, утворюючи Атишську поляну, потім йде в карст, де у понорах зливається з річкою Агуй. Через 3-3,5 кілометра виходить з-під землі і утворює відомий однойменний водоспад. Водоспад при цьому утворює озеро діаметром 20 метрів і глибиною до 10 м, звідти річка тече струмочком і через 200 м впадає в річку Лемезу.
Місце, де зникає під землею струмок Атиш, башкири назвали Атиш-Сумган, тобто «Атиш пірнув» або «Атиш провалився».
Вода Атиша, як і будь-якого підземного джерела, постійно має температуру +4 °С.
Крім водоспаду Атиш і печери Атиш, річка відома печерою Заповідна, де були виявлені 20 черепів печерних ведмедів.

## Дані водного реєстру
За даними державного водного реєстру Росії відноситься до Камського басейновому округу, водогосподарська ділянка річки — Сім від витоку до гирла, річковий підбасейн річки — Біла. Річковий басейн річки — Кама.
Код об'єкта в державному водному реєстрі — 10010200612111100019379.